# Светско првенство
Светско првенство је генерално међународно такмичење отворено за елитне такмичаре из целог света, који представљају своје нације, а победа на таквом догађају ће се сматрати највишим или скоро највишим достигнућем у спорту, игри или способности. 
Титула се обично додељује комбинацијом одређених такмичења или, ређе, система рангирања. Ово одређује 'светског шампиона', који или који се обично сматра најбољом нацијом, тимом, појединцем (или другим ентитетом) на свету у одређеној области. Неки спортови имају вишеструке шампионе због вишеструких организација, као што су бокс, мешовите борилачке вештине и рвање.

## Светско првенство у летњим спортовима
- Светско првенство у академском веслању
- Светско првенство у бадминтону
- Светско првенство у кошарци
- Светско првенство у кошарци за жене
- Светски бејзбол класик (од 2013. замењен Светским првенством у бејзболу)
- Светско првенство у бејзболу за жене
- Светско првенство у боксу
- Светско првенство у ватерполу
- Светско првенство у ватерполу за жене
- Светско првенство у воденим спортовима
- Светско првенство у одбојци
- Светско првенство у одбојци за жене
- Светско првенство у рукомету
- Светско првенство у рукомету за жене
- Светско првенство у гимнастици
- Светско првенство у кајаку и кануу
- Светско првенство у веслању у слалому
- Светско првенство у џудоу
- Светско првенство у каратеу
- Светско првенство у корфболу
- Кунг Фу Светско првенство
- Светско првенство у атлетици
- Светско првенство у футсалу
- Светско првенство у футсалу за жене
- Светско првенство у стоном тенису
- Светско првенство у одбојци на песку
- Светско првенство у фудбалу на песку
- Светско првенство у рагбију
- Светско првенство у рагбију за жене
- Светско првенство у спидвеју
- Светско првенство у оријентирингу
- Светско првенство у оријентирингу међу ученицима
- Светско првенство у дизању тегова
- Светско првенство у мачевању
- Светско првенство у фудбалу
- Светско првенство у фудбалу до 20 година
- Светско првенство у фудбалу за жене
- Светско првенство у фудбалу за жене до 20 година
- Светско првенство у хокеју на трави
- Светско првенство у хокеју на трави за жене
- Светско првенство у друмском бициклизму

## Светско првенство у зимским спортовима
- Светско првенство у биатлону
- Светско првенство у бобу и скелету
- Светско првенство у алпском скијању
- Светско првенство у карлингу
- Светско првенство у клизању
- Светско првенство у скијашким спортовима
- Светско првенство у санкању
- Светско првенство у уметничком клизању
- Светско јуниорско првенство у уметничком клизању
- Светско првенство у хокеју са лоптом
- Светско првенство у хокеју са лоптом за жене
- Светско првенство у хокеју на леду
- Светско првенство у хокеју на леду међу омладинским селекцијама
- Светско првенство у хокеју на леду међу јуниорским екипама
- Светско првенство у хокеју на леду за жене

## Светска првенства у другим спортовима
- Светско првенство у релију
- Светско првенство у снукеру
- Светско првенство у снукеру за жене
- Светско аматерско првенство у снукеру
- Светско првенство у снукеру међу ветеранима
- Светско првенство у шаху
- Светско првенство у друмским и ринг мото тркама